# Austrolimnophila (Austrolimnophila) danbulla
Austrolimnophila (Austrolimnophila) danbulla is een tweevleugelige uit de familie steltmuggen (Limoniidae). De soort komt voor in het Australaziatisch gebied.